# Johana Gustawsson
Johana Gustawsson, née le 7 juillet 1978 à Marseille, est une romancière franco-suédoise autrice de thrillers et de romans policiers historiques.

## Biographie
Johana Gustawsson, élevée en Provence, a des parents d'origine espagnole : son grand-père paternel Simon Lagunas (d), ancien combattant volontaire aux côtés des républicains espagnols, a été résistant et déporté à Buchenwald,.
Après des études de sciences politiques, elle travaille comme journaliste pigiste à Paris puis à Londres pour des médias français.
Sur un tournage, elle rencontre la comédienne Laëtitia Milot puis elle décide de l'épauler pour l'écriture de sa biographie intitulée Je voulais te dire... (Éditions Florent-Massot) qui est publiée en 2010. Puis elle co-écrit avec elle le thriller On se retrouvera (Fayard, 2013) qui est adapté en téléfilm par TF1.
En 2015, elle publie chez l'éditrice Lilas Seewald Block 46, son premier roman policier, qui mélange les genres policier et historique et a pour héroïnes Emily Roy et Alexis Castells, deux enquêtrices.
Elle est invitée en 2016 au 8e Festival international des littératures policières de Toulouse, et présente à la Foire du Livre de Bruxelles en mars 2017 et à la 21e édition de Polar de Lens.
Le deuxième titre des enquêtes d'Emily Roy et Alexis Castells, Mör, est publié en mars 2017 et le troisième Sång en 2019. Les deux premiers romans de la trilogie, Block 46 et Mör devraient être adaptés à l’écran, les droits ayant été acquis par Banijay Productions et Alexandra Lamy,.
Après avoir vécu 7 ans à Paris, elle s'installe à Londres en 2009, et y vit 12 ans avec ses enfants et son mari suédois puis, à partir de septembre 2021, ils vivent a Lidingö une île au nord-est de Stockholm en Suède,.

## Œuvres

### Biographie
- Je voulais te dire, par Laëtitia Milot et Johana Gustawsson (sous le nom de Johana Lagunas), Éditions Florent-Massot, 2010  (ISBN 978-2-916546-46-9)

### Romans policiers

#### SérieEmily Roy et Alexis Castells
- Block 46
  - Paris : Bragelonne, coll. "Thriller", 10/2015, 328 p.  (ISBN 978-2-35294909-1)
  - Paris : Milady, coll. "Poche thriller", 10/2016, 461 p.  (ISBN 978-2-8112-1829-4)
  - Paris : Hauteville, coll. "Hauteville Suspense", 10/2020, 429 p.  (ISBN 978-2-38122-167-0)
  - Paris : Le Livre de Poche Thrillers n° 37862, 01/2025, 398 p.  (ISBN 978-2-253-25004-3)
  - Châteaurenard : VDB, 05/2025, 514 p.  (ISBN 978-2-36637-196-3)
- Mör, Bragelonne, 2017, thriller, 312 p.  (ISBN 979-102810237-1)
  - format de poche coll. « Hauteville Suspense »  (ISBN 978-2-8112-3192-7), coll. « Milady Thriller »  (ISBN 979-109383576-1)
- Sång, Bragelonne, 2019, thriller, 460 p.  (ISBN 979-102810668-3)
  - format de poche coll. « Hauteville Suspense »  (ISBN 978-2-38122-071-0)

#### Autres romans policiers
- On se retrouvera, Fayard, coll. « Fayard noir », 2013 (en collaboration avec Laëtitia Milot)  (ISBN 978-2-213-67725-5)
  - Le Livre de poche, Policiers, no 33395, 2014  (ISBN 978-2-253-17895-8)
- Te tenir la main pendant que tout brûle [12],[13], Calmann-Lévy, 2021  (ISBN 978-2-7021-8176-8)
- L'Île de Yule[14],[15], Calmann-Lévy, 2023  (ISBN 978-2-7021-8177-5)
- Les Morsures du silence, Calmann-Lévy, 2025

### Nouvelles
- Phobia - 14 auteurs de polar s’engagent pour ELA (collectif)[16], participation au recueil de nouvelles dirigé par Damien Eleonori au profit de l’association ELA, J’ai Lu, 2018  (ISBN 978-2-8112-3192-7)
- Tout contre moi, dans Regarder le noir, anthologie sous la direction d'Yvan Fauth. Paris : Belfond, 06/2020, p. 227-236.  (ISBN 978-2-7144-9345-3)
  - rééd. HarperCollins France, coll. « Poche noir » n° 238, 2021  (ISBN 979-1-0339-0865-4)
- Le Divin Enfant, dans Le Pire des Noëls : nouvelles inédites, anthologie de La Ligue de l'imaginaire au profit de l'association Le Rire médecin. Paris : Le Livre de Poche Policier n° 37838, 11/2024, p. 151-160.  (ISBN 978-2-253-25307-5)
- La Liste, dans Dérapages : 19 histoires inédites, le meilleur du polar se conjugue au féminin / les Louves du polar. Paris : Pocket Thriller n° 19853, 06/2025, p. 198-208.  (ISBN 978-2-266-35403-5)

### Collectif
- Le Livre, c'est... / par 120 autrices et auteurs ; textes illustrés par Jack Koch ; préf. Franck Thilliez. Paris : Fleuve noir éditions, mars 2024.  (ISBN 978-2-265-15800-9)